# 绿叶冠毛榕
绿叶冠毛榕（学名：Ficus gasparriniana var. viridescens）为桑科榕属下的一个变种。

## 扩展阅读
- 維基物種上的相關：绿叶冠毛榕